# Xabi Aburruzaga
Xabi Aburruzaga (Portugalete, Vizcaya, 10 de abril de 1978) es un músico, "maestro de la trikitixa".

## Biografía
Xabi Aburruzaga es un Trikitilari vizcaíno, que forma pareja con el panderetero Irkus Ansotegi. Empezó a estudiar solfeo con solo 7 años y un año después empezó a tocar el acordeón de piano. Después de ganar varios premios con este instrumento decidió pasarse al acordeón diatónico. Su primer maestro fue Rufino Arrola.
Ha ganado múltiples premios tocando su instrumento y ha publicado varios libros y discos.

## Trabajos
Aburruzaga ha trabajado como maestro de trikitixo desde sus inicios, publicando varios libros y discos. En 1999 publicó su primer disco, recibiendo buenas críticas, lo que le abrió las puertas para realizar posteriormente la canción de la Ikastola Karmelo. Pronto puso en marcha su escuela de Trikitixa: Trikileku. En el año 2002 creó la canción de fiestas de Bermeo. Consecuentemente publicó un nuevo disco con las colaboraciones de Mikel Urdangarin, Joseba Tapia e Iñaki Aurrekoetxea. En 2004 participó en la canción del Ibilaldia con otros artistas como Eñaut Elorrieta o Oreka Tx.
En 2005 publicó el libro Bizkaiko Trikitixa con las partituras de los trikitilaris vizcaínos, siguiéndole la publicación de un disco utilizando esas mismas partituras y del mismo título. Posteriormente publicó un nuevo disco con partituras escritas por Faustino Arrola, adaptándolas a nuevos sonidos y con música más moderna. En este proyecto colaboraron diversos artistas: Amaia Oreja, Mikel Markez, Leturia y Xabi Zeberio.
En 2009 publica un disco con letras propias, Denboraren naufrago. Textos de Kirmen Uribe acompañan a la música.
Actualmente colabora con el grupo Oskorri. En 2010 es uno de los artistas invitados al Festival de Ortigueira de folk.

## Discografía
- KeltiK (2016)
- Geure (2013)
- Sartu da jaia Portura (2010)
- Denboraren Naufrago (2009)
- Bizkaiko Trikitixa Diskoa (2007)
- Sakabi (2007)
- Bizkaiko Trikitixa liburua (2005)
- Alkarregaz heldu ibilaldia (2004)
- Egunaro egunaro kalien (2002)
- Maketa (2001)
- Karmelo Ikastolako Kanta (2000)

## Premios y reconocimientos
- 2019 Bilboko konpartsak le reconoce como rey del Carnaval de la ciudad de Bilbao, dándole el nombre de farolín.[1]